# United We Stand: What More Can I Give
United We Stand: What More Can I Give fue un concierto benéfico dirigido por Michael Jackson celebrado el 21 de octubre de 2001 en el RFK Stadium de Washington D. C. El concierto fue el tercer gran concierto celebrado en homenaje a las víctimas de los ataques del 11 de septiembre de 2001. Los otros dos fueron llevados a cabo en la ciudad de Nueva York.

## El Show
El concierto fue un espectáculo de medio día de duración a partir de la tarde y hasta bien entrada la noche. Los artistas variaron de iconos de la música incluyendo a Mariah Carey, James Brown, Al Green, Mary J. Blige, Carole King, Rod Stewart, Bette Midler, America, y Huey Lewis para presentar a las estrellas de aquella época incluyendo a Destiny's Child, P. Diddy, los Goo Goo Dolls, Train, Backstreet Boys, Britney Spears, Usher, Rose, y NSYNC. Cada intérprete hizo un breve set por lo general que asciende cerca de cinco canciones cada uno.
En orden, las actuaciones fueron: Backstreet Boys, Crystal Harris, Huey Lewis and the News, James Brown, Billy Gilman, O-Town, Usher, Christina Milian, Carole King, Al Green, Christina Aguilera, Pink, Bette Midler, CeCe Peniston, Aerosmith, America, P. Diddy (con Faith Evans cantando en el coro de apoyo), NSYNC, Janet Jackson, Destiny's Child, Rod Stewart, Goo Goo Dolls, Tren, Britney Spears, Mariah Carey, Mary J. Blige y Michael Jackson, que interpretó "Man in the Mirror". Entonces todos se unieron, incluyendo a Toni Braxton, MC Hammer y Mya, para cerrar el espectáculo mediante la realización de "What More Can I Give".
Apariciones notables fueron dadas por Aerosmith, quienes actuaron en el festival, así como también en un concierto programado en Indianápolis la misma noche, tanto Destiny's Child y los Goo Goo Dolls habían actuado la noche anterior al concierto en la ciudad de Nueva York.

## Emisión por televisión
El evento fue televisado, en un formato editado, en ABC varios días después del concierto. Durante la transmisión, no hubo mención del nombre de Jackson y él siempre se filmó con el resto de los cantantes en el fondo; esto se debió a que Jackson firmó un contrato con la CBS (el antiguo propietario de su sello discográfico) sobre el Especial 30 Aniversario de no aparecer con su nombre en cualquier otro programa; la emisión de "Man in the Mirror" en la ceremonia también fue cancelado.

## Anfitrión y apariciones especiales
John Stamos presentó el evento, y las apariciones también fueron hechas por celebridades como Kevin Spacey, junto con figuras políticas como el alcalde de Washington D. C..

## Set list
- Backstreet Boys

1. "The Star-Spangled Banner"
2. "Everyone"
3. "I Want It That Way"
4. "More Than That"
5. "The Answer to Our Life"
6. "Shape of My Heart"
7. "Drowning"

- Crystal Harris

1. "Supergirl"

- Huey Lewis and the News

1. "The Heart of Rock & Roll"
2. "Perfect World"
3. "The Power Of Love"
4. "Workin' for a Livin'"

- James Brown

1. "Living in America"
2. "The Popcorn / School Is In"
3. "I Feel Good"
4. "Sex Machine"
5. "God Bless America"

- Billy Gilman

1. "One Voice"

- O-Town

1. "All Or Nothing"

- Usher

1. "U Remind Me"

- Christina Milian

1. "AM to PM"

- Carole King

1. "So Far Away"
2. "Love Makes The World"
3. "Monday Without You"

- Al Green

1. "Let's Stay Together"
2. "Amazing Grace/Together (retorno)"
3. "Take Me To The River"

- Pink

1. "My Vietnam"
2. "Me and Bobby McGee"

- Bette Midler

1. "From A Distance"
2. "Boogie Woogie Bugle Boy"
3. "The Rose"

- CeCe Peniston

1. "Finally"

- Aerosmith

1. "Livin' on the Edge"
2. "I Don't Want to Miss a Thing"
3. "Just Push Play"
4. "Walk This Way"

- America

1. "Ventura Highway"
2. "Sister Golden Hair"

- P. Diddy

1. "Bad Boy For Life"
2. "It's All About The Benjamins"
3. "Come With" Me"
4. "I'll Be Missing You"

- NSYNC

1. "Pop"
2. "Tearin' Up My Heart"
3. "This I Promise You"
4. "Bye Bye Bye"

- Janet Jackson

1. "All For You"

- Destiny's Child

1. "Survivor"
2. "Emotion"
3. "Walk With Me"

- Rod Stewart

1. "Hot Legs"
2. "Forever Young"
3. "Rhythm of My Heart"

- Goo Goo Dolls

1. "Slide"
2. "Iris"
3. "American Girls"

- Train

1. "Meet Virginia"
2. "Drops Of Jupiter"

- Mariah Carey

1. "Never Too Far/Hero"
2. "Last Night a DJ Saved My Life"

- Michael Jackson

1. "Man in the Mirror"
2. "What More Can I Give"

## Fechas
| Fecha                 | Ciudad           | País           | Lugar       |
| --------------------- | ---------------- | -------------- | ----------- |
| 21 de octubre de 2001 | Washington D. C. | Estados Unidos | RFK Stadium |